# Lokomotorik
Lokomotorik als Teilbereich der Motorik (Bewegungsfähigkeit, Bewegungsverhalten) bezeichnet die Art der Bewegung:

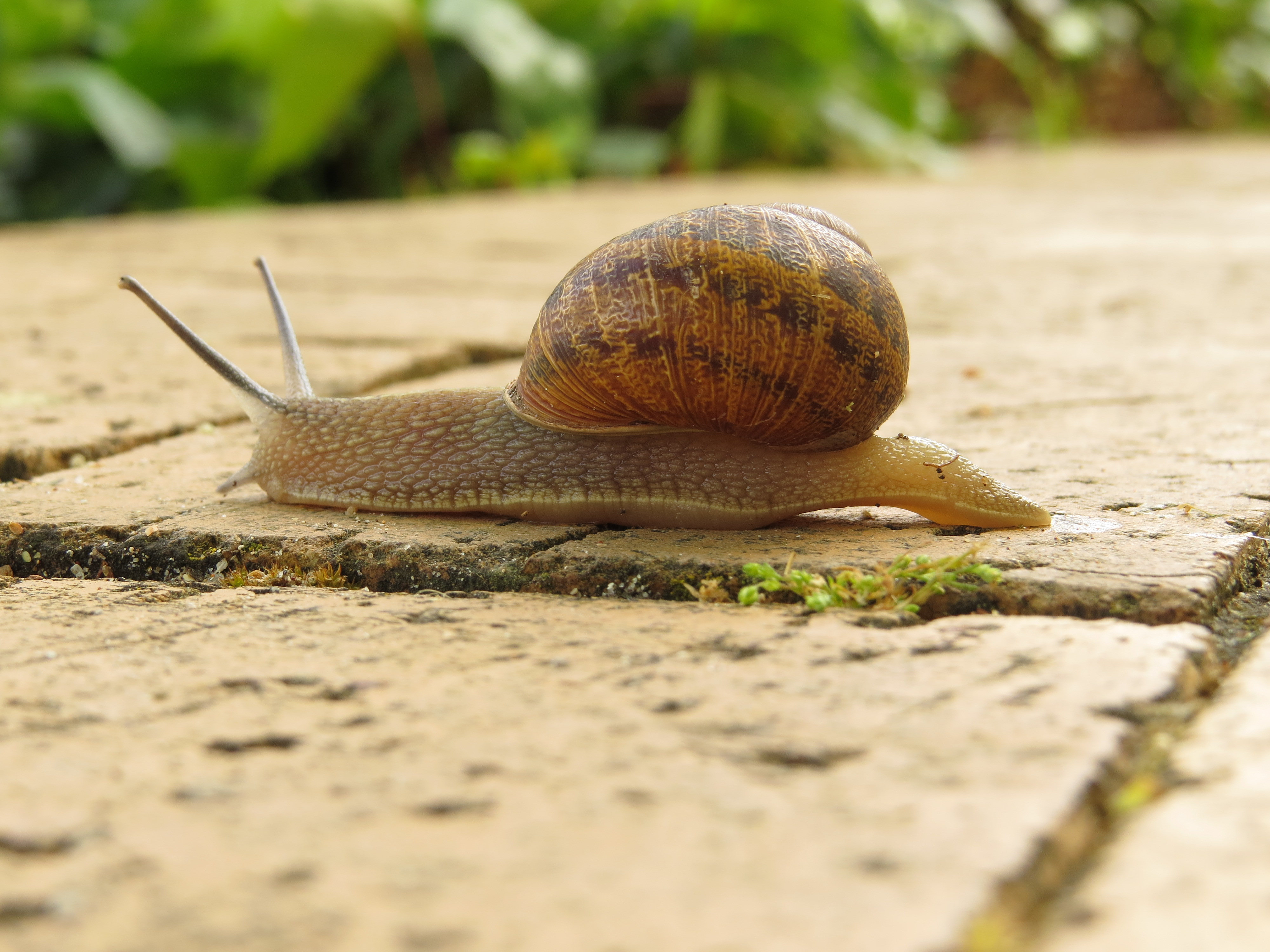
Eines aus einer Reihe von Bildern, die zeigen, wie die Gefleckte Weinbergschnecke zur Fortbewegung über trockene Ziegel Schleim-Einsatz spart, indem sie Partien ihrer ventralen Oberfläche vom Kontakt mit dem Substrat anhebt, so dass sie eine Spur von separaten Schleimtupfern anstelle einer kontinuierlichen Spur hinterlässt. Auf nassem Untergrund verläuft die Schleimspur dagegen kontinuierlich. Vermutlich ist die durchgehende Spur auf einer nassen Oberfläche energetisch vorteilhaft, sonst würde die Schnecke auf beiden Oberflächentypen die gleiche Gangform wählen. Viele andere terrestrische Schnecken verwenden die gleiche Strategie.

- Fortbewegungen, d. h. Bewegung mit Ortsveränderung (bewusst und/oder kontrolliert) des Körpers wie Klettern, Laufen, Gehen und Springen.[1] Gegensatz: Statomotorik.
- Bewegungen und (unwillkürliche) Reflexe des Körpers oder von Teilbereichen des Körpers, beispielsweise innerhalb von Organen (z. B. die spontane Ausstoßung eingeatmeter Fremdkörper aus der Lunge).[2]
- Bewegungsdrang.[3]
- Raumerleben (durch die vollzogenen Bewegungen).

Den Wissenschaftszweig, der sich mit der Motorik befasst, nennt man Motologie.
Ein Teilbereich der Lokomotorik ist die Proxemik (Distanzregelung).

## Zu unterscheiden
Im Gegensatz zur Lokomotorik stehen Sensomotorik (z. B. Greifen) und Statomotorik (Halte- und Stützreflexe).